# 天王郵便局 (秋田県)
天王郵便局（てんのうゆうびんきょく）は、秋田県潟上市天王にある郵便局。民営化前の分類では集配特定郵便局であった。

## 概要
住所：〒010-0299 秋田県潟上市天王字上江川47-97

## 沿革
- 1920年（大正9年）5月21日 - 南秋田郡天王村に二田郵便局として開設[1]。
- 1934年（昭和9年）7月30日 - 電信および電話通話事務を開始[2]。
- 1939年（昭和14年）
  - 6月1日 - 電話規則による電話事務を開始[3]。
  - 9月24日 - 電話交換業務を開始[4]。
- 1944年（昭和19年）3月21日 - 集配業務を開始[5]。
- 1952年（昭和27年）2月16日 - 天王郵便局に改称[6]。
- 1974年（昭和49年）2月27日 - 電話交換業務を土崎電報電話局に、和文電報配達業務を飯田川電報電話局にそれぞれ移管。
- 2007年（平成19年）10月1日 - 民営化に伴い、併設された郵便事業秋田支店天王集配センターに一部業務を移管。
- 2012年（平成24年）10月1日 - 日本郵便株式会社発足に伴い、郵便事業秋田支店天王集配センターを天王郵便局に統合。

## 取扱内容
- 郵便、印紙、ゆうパック、チルドゆうパック、内容証明、国際郵便
- 貯金、為替、振替、振込、国債、財形定額貯金
- 生命保険、バイク自賠責保険、がん保険
- 宝くじの販売
- ゆうちょ銀行ATM
- 潟上市内の一部地域（〒010-02xx）の集配業務

## 周辺
- 潟上市役所天王庁舎
- 潟上市図書館
- 八郎潟調整池
- 秋田県道158号二田停車場線
- 秋田県道104号男鹿昭和飯田川線
- 国道101号

## アクセス
- JR男鹿線 二田駅から徒歩約3分
- 秋田中央トランスポートバス 役場前停留所下車
- 秋田自動車道 昭和男鹿半島ICから北西へ約8.5km
- 駐車場あり：4台